# Brutal Youth
Brutal Youth è un album discografico del cantautore inglese Elvis Costello, pubblicato nel 1994.
Si tratta della prima registrazione dal 1986 (Blood & Chocolate) effettuata con i The Attractions, che quindi in questo disco ritornano ad essere il suo gruppo di sostegno.

## Tracce
1. Pony St – 3:25
2. Kinder Murder – 3:25
3. 13 Steps Lead Down – 3:16
4. This Is Hell – 4:27
5. Clown Strike – 4:05
6. You Tripped at Every Step – 4:12
7. Still Too Soon to Know – 2:19
8. 20% Amnesia – 3:26
9. Sulky Girl – 5:07
10. London's Brilliant Parade – 4:23
11. My Science Fiction Twin – 4:10
12. Rocking Horse Road – 4:03
13. Just About Glad – 3:14
14. All the Rage – 3:52
15. Favourite Hour – 3:31

## Formazione
- Elvis Costello - chitarra, voce, piano, basso
- Steve Nieve - organo, piano, harmonium
- Bruce Thomas - basso
- Pete Thomas - batteria, percussioni
- Nick Lowe - basso